# North Saskatchewan River
North Saskatchewan (franska: Rivière Saskatchewan Nord) är en flod i Kanada. Floden har sin källa vid glaciärerna i de Kanadensiska Klippiga bergen och rinner genom den centrala delen av provinsen Saskatchewan. 
Saskatchewan River-systemet är det största flodsystemet i provinserna Alberta och Saskatchewan.
Översvämningen av North Saskatchewan River 1915 är en av de värsta översvämningarna i Edmontons historia.